# Odluka o privremenoj zabrani povratka kolonistima
Odluka NKOJ o privremenoj zabrani vraćanja kolonista na njihova prijašnja mesta življenja, poznata i kao Odluka br. 153, bila je uredba posleratnih jugoslovenskih komunističkih vlasti donesena 6. marta 1945. godine.
Tom odlukom su vlasti nove Demokratske Federativne Jugoslavije svim tzv. kolonistima, pretežno Srbima, privremeno zabranile povratak na Kosovo, Metohiju, Makedoniju i druge oblasti u kojima je vršena kolonizacije u periodu Kraljevine Jugoslavije. Odluka je objavljena kao da je privremenog karaktera, usled najavljene revizije dodeljivanja zemlje u međuratnom periodu. Nove vlasti su već početkom avgusta 1945. usvojile Zakon o reviziji kolonističkih odnosa, čime nije prestala da važi privremena opšta zabrana povratka kolonista.
Prema Zakonu o reviziji, pravo na zemlju su gubili oni kolonisti kojima je bila dodeljena zemlja prinudno oduzeta od ranijih vlasnika. Za porodice kolonista kojima je zabranjen povratak su predviđene kompenzacije oduzetom zemljom u Vojvodini, odakle su masovno iseljeni podunavski Nemci. U septembru iste godine samo 3.352 „bivša kolonista“ su dobila pravo da se vrate na Kosovo i Metohiju, dok je 306 naseljenika koji su izgubili pravo povratka preusmereno u Vojvodinu. Nove vlasti su smatrale da je time ispravljena navodna nepravda naneta albanskim seljacima tokom međuratne kolonizacije Kosova, kada je, određen broj kolonista useljen u kuće albanskih seljaka kojima je nasilno oduzeta njihova zemlja.
Ta odluka se u istoriografiji smatra kontroverznom. Komunisti su naseljenike proglasili eksponentima predratne velikosrpske politike, od koje se novi režim distancirao. Nacionalistički autori tumače kako se zabrana povratka odnosila na sve Srbe i Crnogorce, starosedeoce Kosova, što se uzima kao krunski dokaz antisrpske politike KPJ.

## Pozadina
Kolonizacija Kosova Srbima, Crnogorcima i drugim nealbanskim stanovništvom je planski sprovođena od strane Beogradske vlade u periodu nakon oslobođenja od Turaka, pa do početka Drugog svetska rata. Kolonizacija Kosova je, po tvrdnjama komunista imala naglašeno nacionalnu notu i njome je „anacionalni elemenat“ trebalo zameniti „zdravim nacionalnim elementom“. Paralelno sa kolonizacijom, tekao je proces iseljavanja Albanaca sa Kosova. Između 1912. i 1941. godine na Kosovu je oduzeto 228.000 hektara zemlje za koloniste i naseljeno je oko 15.000 porodica, odnosno oko 65.000 nealbanskog stanovništva sa raznih krajeva Jugoslavije. Određen broj kolonista je bio smeštan u kuće albanskih seljaka, kojima je oduzeta njihova zemlja. Kolonistima je regularno deljeno oružje za odbranu, a neki kolonisti, uglavnom crnogorski, su imali konflikte sa albanskim stanovništvom. Usled primene nasilnih mera odnosi između albanskih starosedelaca i kolonista su postali veoma napeti, što je imalo posledica na produbljenje srpsko-albanskog sukoba.
Tokom Drugog svetskog rata, Kosovo je pripojeno Velikoj Albaniji, koja je bila italijanski protektorat. Brojni srpski i crnogorski kolonisti doseljeni 1920-ih i 1930-ih su proterani nazad u Crnu Goru i Srbiju, a mnogi su ubijeni. Krajem rata, neki od srpskih i crnogorskih kolonista proteranih s Kosova su, u nameri da se osvete, učestvovali u masakru Albanaca u Baru.
Veliki deo srpskog stanovništva je tokom rata proteran sa Kosova i Metohije ili je bio prinuđen da pobegne da bi izbegao smrt. Procene su da je oko 40.000 Srba napustilo italijansku, 30.000 nemačku, a 25.000 bugarsku okupacionu zonu. Srbi su odlazili sa ovog područja sve do avgusta 1944. Prema nekim istraživanjima procenjuje se da je zbeglo između 90.000 i 100.000 Srba.
Manji deo starosedeoca Srba i Crnogorca, izbeglih s Kosova tokom rata, su se vratili na Kosovo odmah po njegovom oslobođenju. Tokom 1945. vratilo se samo oko 4.000 porodica. Na sastanku Politbiroa početkom aprila 1945. Tito je rekao da na Kosovo i Metohiju treba da se vrate svi koji su tamo živeli, što je delimično sprovedeno u narednom periodu. Iste godine, deo izbeglog stanovništva se vratio na Kosovo i Metohiju, uključujući i 3.352 „bivša kolonista“. Nekim kolonistima kojim je zabranjen povratak dodeljena je zemlja u Vojvodini.

## Spoljašnje veze
- Stevan Mirković, O zabrani povratka kolonistima